# Ralbitz-Rosenthal
Ralbitz-Rosenthal (górnołuż. Ralbicy-Róžant) – miejscowość i gmina w Niemczech, w kraju związkowym Saksonia, w okręgu administracyjnym Drezno, w powiecie Budziszyn, wchodzi w skład związku gmin Am Klosterwasser.
Ralbitz-Rosenthal jest znanym miejscem pielgrzymek, poświęconym Najświętszej Maryi Pannie. Administrowane jest przez zakon cystersów.

## Historia
Historia pielgrzymek do miejscowości sięga XV wieku i wcześniej. W 1516 r. w miejscu drewnianego kościoła zbudowano kamienny, a w 1778 r. świątynia uzyskała obecne oblicze. Od 1680 serbołużyccy parafianie odbywają corocznie cztery duże pielgrzymki do Rosenthal (Róžant). Najważniejsza pielgrzymka wyrusza w poniedziałek – drugi dzień Zielonych Świątek. Na czele procesji dziewczęta ubrane w serbołużyckie stroje niosą figurkę Matki Boskiej z Rosenthal, a chłopcy chorągwie kościelne. Przy sanktuarium znajduje się źródełko, którego woda posiada rzekomo uzdrawiającą moc i doprowadziła do wielu cudownych uzdrowień.
Od 1516 r. i wcześniej, kościół w Rosenthal służył także mieszkańcom Crostwitz, aby później stać się ich kościołem filialnym. Od 1754 r. kościół w Rosenthal był administrowany przez klasztor Marienstern. W latach 1834–1913 ponownie należał do parafii Ralbitz. Od 2002 r. klasztor i kościół pielgrzymkowy w Rosenthal oficjalnie zostały przydzielone do parafii rzymskokatolickiej w Ralbitz.

## Dzielnice
Gmina składa się z następujących dzielnic:
- Cunnewitz (Konjecy), 257 mieszk.
- Gränze (Hrajnca), 54 mieszk.
- Laske (Łazk), 79 mieszk.
- Naußlitz (Nowoslicy), 123 mieszk.
- Neu-Schmerlitz (Nowa Smjerdźaca), 1 mieszk.
- Ralbitz (Ralbicy), 345 mieszk.
- Rosenthal (Róžant), 246 mieszk.
- Schmerlitz (Smjerdźaca), 176 mieszk.
- Schönau (Šunow), 282 mieszk.
- Zerna (Sernjany), 184 mieszk.

## Kultura
W Ralbitz znajduje się łużycka szkoła podstawowa i gimnazjum. Od zamknięcia szkół łużyckich w 2003 r. w Crostwitz wiele dzieci z odległych wiosek przyjeżdża do szkoły w Ralbitz, która należy do jednej ze 190 szkół stowarzyszonych z UNESCO, w Niemczech. Znajduje się tutaj także przedszkole objęte programem "Witaj", dzięki któremu dzieci mogą uczyć się łużyckiego już w przedszkolach.

## Współpraca
Miejscowość partnerska:
- Willstätt, Badenia-Wirtembergia (kontakty utrzymuje dzielnica Ralbitz)